# 龜戶異臭事件
龜戶異臭事件（日语：／ Kameido ishū jiken），是指1993年6月28日至7月2日奧姆真理教教徒在東京都江東區龜戶進行的一次失敗未遂的炭疽菌生化襲擊事件。這次襲擊沒有造成任何傷亡。

## 經過
6月28日至7月2日，位於龜田的奧姆真理教教團新東京總本部附近的居民聞到如腐肉般的強烈惡臭從該教團建筑中散發出來。
居民到教團本部處抗議，而奧姆真理教則以異臭是「儀式配製藥物混合失敗」為由，並承諾今後不會再發生。
居民曾經向警方求助，要求警方調查惡臭的原因，但是由於宗教保護法令的限制，警方無法進入教團本部進行調查。不過警方仍然在建筑外面的水管處採集了外滲水的樣本。
雖然異臭難聞，但是附近的居民沒有一人因此身體不適，更無人傷亡。

## 事件真相
1995年東京地下鐵沙林毒氣事件之後，日本警方對奧姆真理教進行了大規模的強制性搜查，確認了龜戶異臭事件是奧姆真理教發動的一次生化武器恐怖襲擊未遂事件。
时任教主麻原彰晃命令部下進行炭疽菌培養和無差別的炭疽菌襲擊測試，於是在東京總本部建築的地下室設置了數桶炭疽菌的液體培養裝置；在八樓的頂部又安裝了噴霧裝置。在異臭事件期間，村井秀夫曾經兩次下令將炭疽菌從地下室抽至屋頂向空中噴灑，總時間長達24小時。
根據亞利桑那大學一個實驗室對炭疽液的分析，噴灑出來的炭疽菌中存有大量活性炭疽桿菌，但是基本屬於無毒，加上高壓噴灑，使炭疽菌死亡，因而只有惡臭效果。不過由此看出奧姆真理教當時已經掌握炭疽桿菌存活技術，可以大規模製造炭疽生化武器。